# 南部町 (和歌山縣)
南部町（日语：／ Minabe chō */?）是位於日本和歌山縣中部的行政區劃。轄區主要位於南部川流域，境內多為山區，僅在沿海的河川出海口有平地，主要市區位於南部川出海口東側的平原。當地特產為梅，因此也衍伸出梅乾的加工產業，1950年代更改良開發出頂級品種南高梅。
現在町公所為了以梅為中心拓展南部町的經濟，甚至還設立了「梅課」專責相關業務。

## 人口
| 南部町人口分布圖 |                                               |  |
| 南部町與日本全國年齡別人口分布比較圖 （2005年資料） | 南部町的年齡、男女別人口分布圖 （2005年資料） |  |
| ■紫色是南部町 ■綠色是全国 | ■藍色是男性 ■紅色是女性                       |  |
| 南部町人口變化 \| 1970年 \| 15,352人 \| \| \| 1975年 \| 15,335人 \| \| \| 1980年 \| 15,390人 \| \| \| 1985年 \| 15,261人 \| \| \| 1990年 \| 15,109人 \| \| \| 1995年 \| 14,907人 \| \| \| 2000年 \| 14,734人 \| \| \| 2005年 \| 14,200人 \| \| \| 2010年 \| 13,470人 \| \| \| 2015年 \| 12,742人 \| \| \| 2020年 \| 11,818人 \| \| |                                               |  |
| 資料來源：日本總務省統計中心提供之人口普查數據 |                                               |  |
| 1970年 | 15,352人                                      |  |
| 1975年 | 15,335人                                      |  |
| 1980年 | 15,390人                                      |  |
| 1985年 | 15,261人                                      |  |
| 1990年 | 15,109人                                      |  |
| 1995年 | 14,907人                                      |  |
| 2000年 | 14,734人                                      |  |
| 2005年 | 14,200人                                      |  |
| 2010年 | 13,470人                                      |  |
| 2015年 | 12,742人                                      |  |
| 2020年 | 11,818人                                      |  |

## 歷史
在令制國時代屬於紀伊國日高郡，在13至14世紀期間，曾經是屬於高野山領地。江戶時代後成為紀州德川家的御附家老紀伊田邊藩領地；19世紀末明治維新實施廢藩置縣後改隸屬田邊縣，1871年的第一次府縣整併後劃入和歌山縣。
1889年日本實施町村制時，在南部川出海口設立了南部村，同時現在的南部町轄區在當時還包括清川村、高城村、上南部村、岩代村；其中南部村在1897年升格為最初的南部町，同樣在沿海的岩代村在1954年併入南部町，其於三個不靠海的行政區劃也在1954年合併為南部川村。
2004年，南部町與南部川村合併為現在的南部町，但新的南部町日文名稱採用「南部」兩字的平假名，成為，但在翻譯成中文仍然是「南部町」。

### 變遷表
| 1889年4月1日 | 1889年 - 1912年            | 1912年 - 1944年            | 1945年 - 1954年              | 1955年 - 1989年              | 1989年 - 現在              | 現在                       |
| ------------ | -------------------------- | -------------------------- | ---------------------------- | ---------------------------- | -------------------------- | -------------------------- |
| 南部村       | 1897年9月11日 改制為南部町 | 1897年9月11日 改制為南部町 | 1897年9月11日 改制為南部町   | 南部町                       | 2004年10月1日 合併為南部町 | 2004年10月1日 合併為南部町 |
| 岩代村       | 岩代村                     | 岩代村                     | 1954年8月1日 併入南部町      | 南部町                       | 2004年10月1日 合併為南部町 | 2004年10月1日 合併為南部町 |
| 清川村       | 清川村                     | 清川村                     | 1954年12月1日 合併為南部川村 | 1954年12月1日 合併為南部川村 | 2004年10月1日 合併為南部町 | 2004年10月1日 合併為南部町 |
| 高城村       |                            |                            | 1954年12月1日 合併為南部川村 | 1954年12月1日 合併為南部川村 | 2004年10月1日 合併為南部町 | 2004年10月1日 合併為南部町 |
| 上南部村     |                            |                            | 1954年12月1日 合併為南部川村 | 1954年12月1日 合併為南部川村 | 2004年10月1日 合併為南部町 | 2004年10月1日 合併為南部町 |

## 交通
西日本旅客鐵道紀勢本線沿著海岸線通過南部町，並在沿海的兩個主要聚落岩代和南部設有車站；阪和自動車道則是沿著離海岸線約一公里處的內陸通過轄內，南部町的內陸區域則可經由國道424號串聯起來。

### 鐵路
- 西日本旅客鐵道
  - 紀勢本線：（←田邊市） - 南部車站 - 岩代車站 - （印南町→）

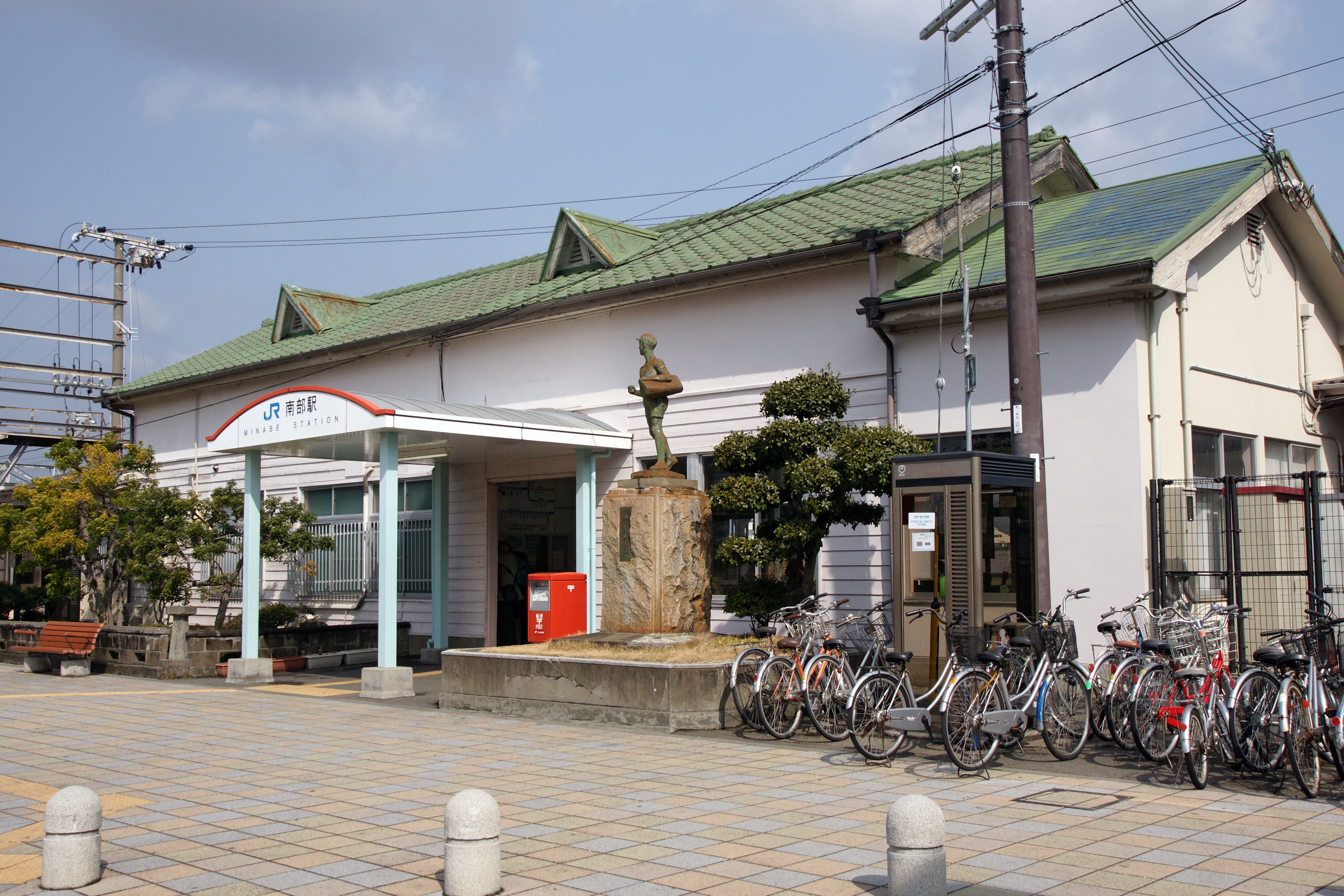
南部車站
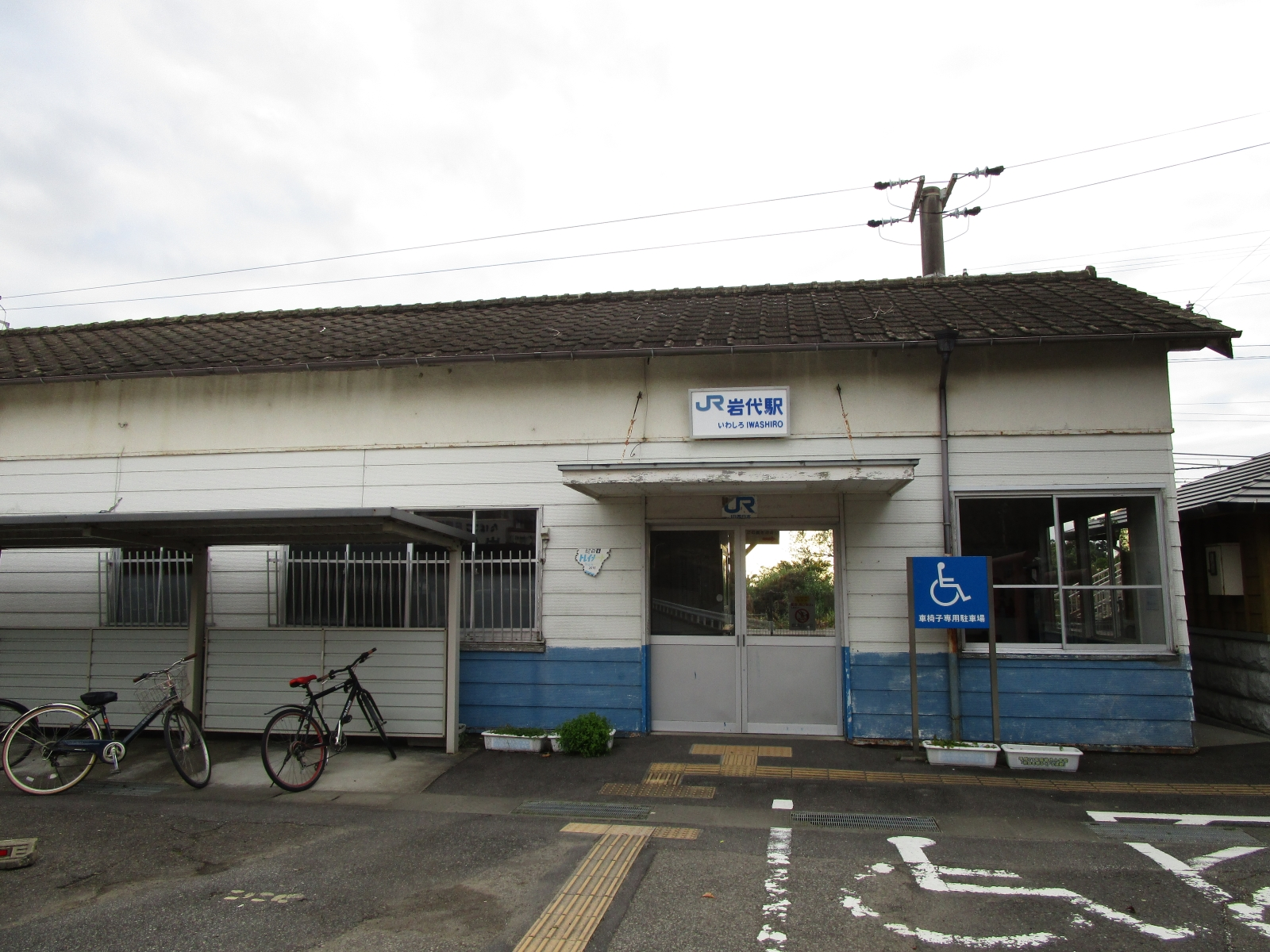
岩代車站

### 公路
高速公路
- 阪和自動車道：（印南町） - 南部交流道 - （田邊市）

## 觀光資源
由於梅為南部町的特產，近年來町公所致力於梅相關的產業，南部梅林內約有八萬棵梅樹，於每年二月前後梅花盛開時對外開放；此外還設有梅振興館、紀州梅乾館。
此外由於也是紀州備長炭的主要產地，因此也設有紀州備長炭振興館。

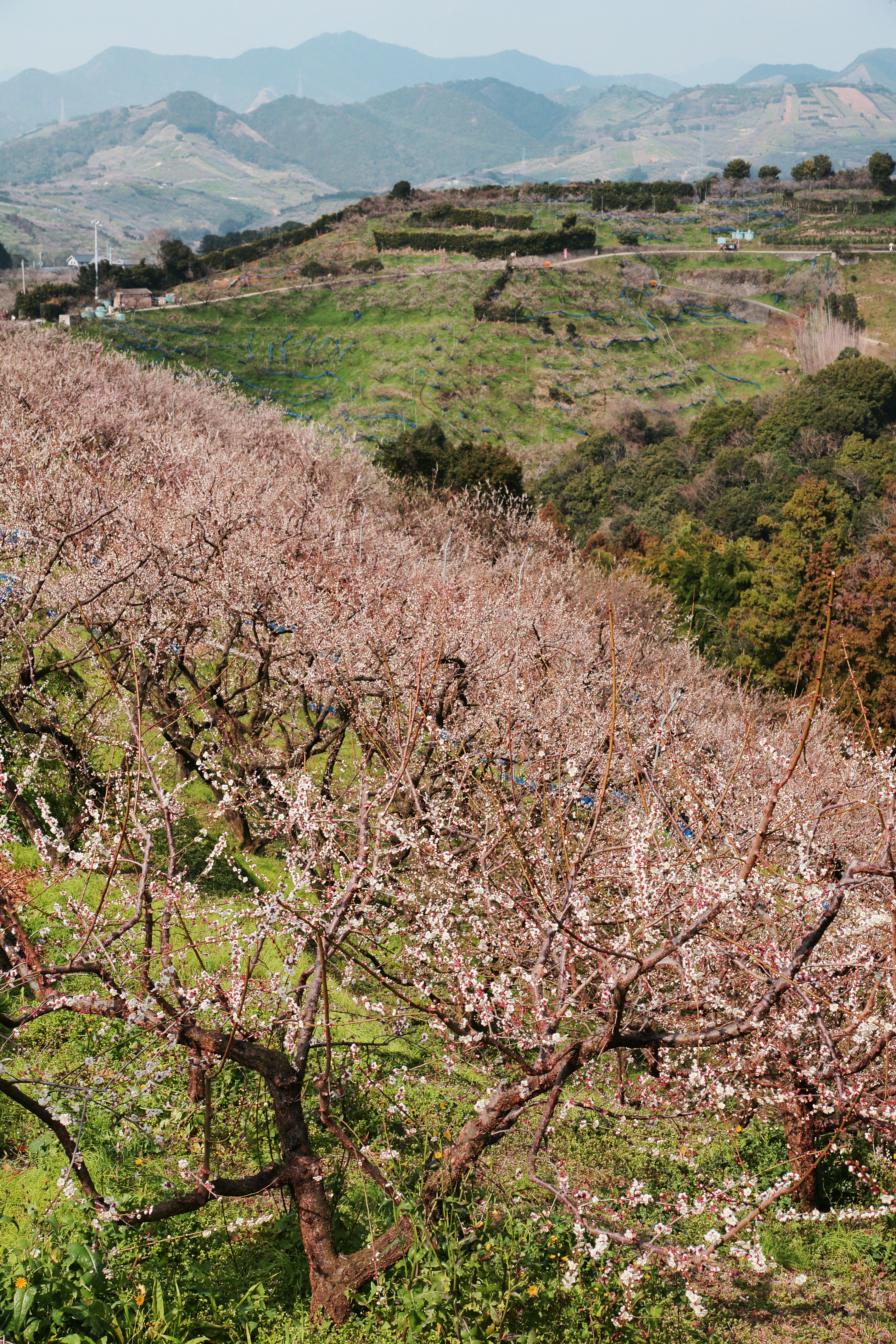
南部梅林
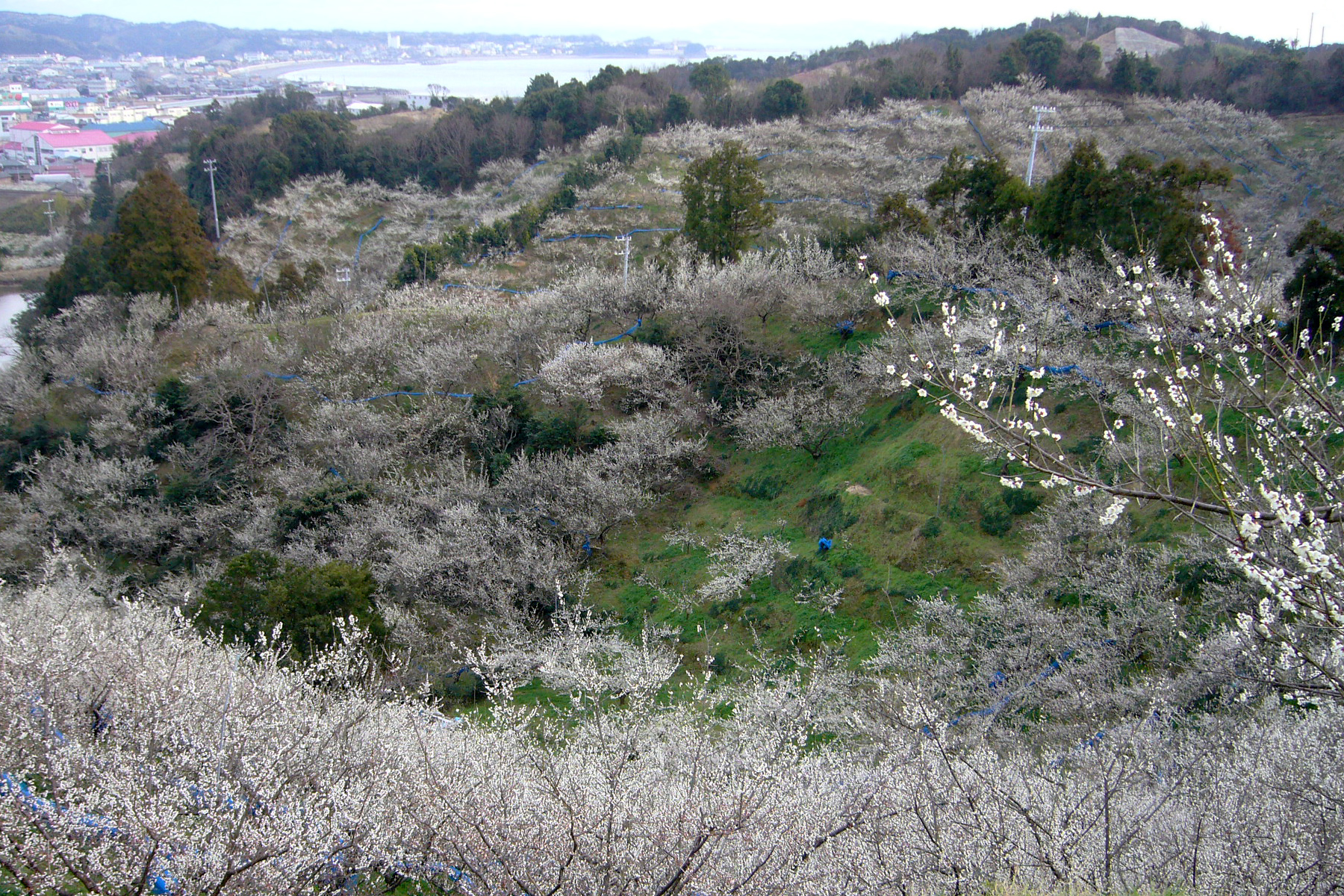
千里梅林
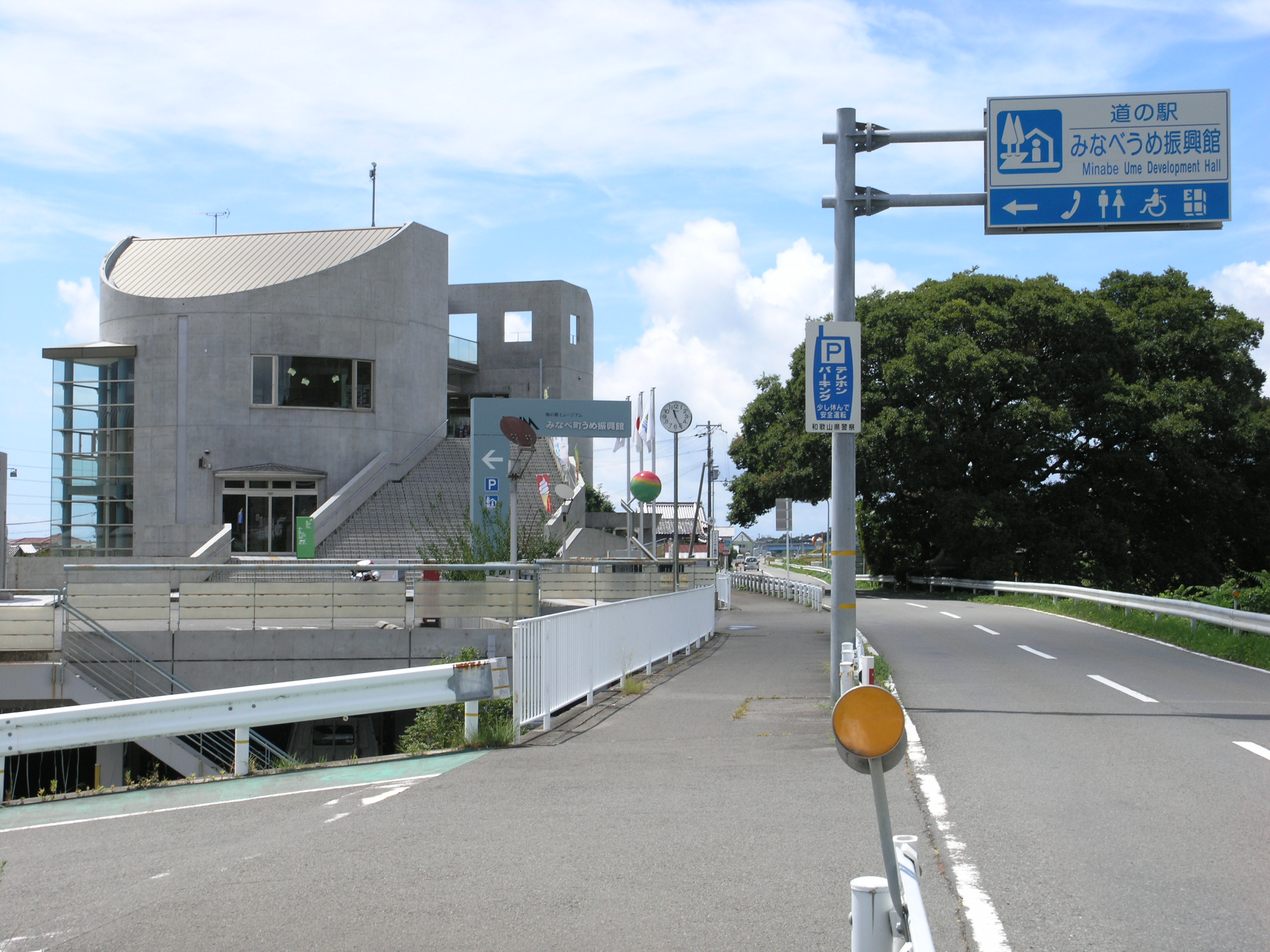
梅振興館

## 教育
和歌山縣立南部高等學校為配合在地產業發展策略，設有食與農園科，由農業生產、加工到製作成食品的一貫課程；過去在1950年代在南部町改良開發的南高梅就是在南部高等學校的協助下完成的，也因此當時直接取學校的簡稱「南高」作為新品種梅的名稱。

## 外部連結
- （日語） 南部觀光協會（页面存档备份，存于）